# کریستی لیک
کریستی لیک (انگلیسی: Christi Lake؛ زاده ۱۲ دسامبر ۱۹۶۴) یک بازیگر پورنوگرافی است.